# Kałków (województwo świętokrzyskie)
Kałków – wieś w Polsce, położona w województwie świętokrzyskim, w powiecie starachowickim, w gminie Pawłów]. Miejscowość znajduje się w północno-wschodniej części gminy. Jest jedenastą pod względem wielkości miejscowością w gminie Pawłów. Jej powierzchnia wynosi 470,96 hektarów, a zamieszkuje ją 490 mieszkańców.
Był wsią biskupstwa krakowskiego w województwie sandomierskim w ostatniej ćwierci XVI wieku.
Miejscowość stanowi jednostkę pomocniczą gminy: sołectwo Kałków, w którego skład wchodzą  Komorniki oraz Goszczyn.
Układ wsi stanowi pięć ulic nazywanych potocznie: „Zapniów”, „Goszczyn”, „Komorniki”, „Maksymiliana” i „Kościelna”.
Miejscowość znana jest z Sanktuarium Matki Bożej Bolesnej Królowej Polski, z Golgotą martyrologii narodu polskiego.

## Części wsi
| SIMC    | Nazwa     | Rodzaj    |
| ------- | --------- | --------- |
| 0260422 | Goszczyn  | część wsi |
| 0260439 | Komorniki | część wsi |

## Historia
Wieś metryką sięga wieku XIV, była własnością biskupów krakowskich wspomina o niej w roku 1368 Kodeks Katedry Krakowskiej (t.II s.29)
Kolejny zapis potwierdzający własność biskupią w Kałkowie pochodzi z rejestru poborowego z 1578 roku,
„Wioska położona w parafii Krynki, w której jest osiem łanów kmiecych, a także jest dwie karczmy mające pole, także młyn Zapniów mający pole, koło którego jest karczma biskupia mająca pole. Z tego wszystkiego wyznaczana i oddawana jest dziesięcina snopowa i konopna dla biskupstwa krakowskiego. Wartość jej obliczano na osiem marek własnych biskupstwa krakowskiego. Kałków, w którym jest zarodników 13, łanów 6,5. Ogrodników z polem 2, komorników 1, biedny 1, smolarzy 3”.
Od 1775 roku wieś Kałków należała do dworu Godów. W 1827 roku w Kałkowie było 18 domów i 102 mieszkańców, w 1882 roku mieszkało tu 298 mieszkańców w 47 domach. We wsi było wówczas 648 mórg ziemi włościańskiej i 2 morgi ziemi rządowej. W 1900 roku wielki pożar zniszczył całą wieś. W 1907 roku uwłaszczono chłopów i przedzielono działki miedzami. W tym też roku powstała druga ulica w Kałkowie.
W czasie II wojny światowej w Kałkowie stacjonował niewielki niemiecki oddział kawalerii. Żołnierze korzystali z gospodarstw mieszkańców. W drugiej połowie 1942 roku powstały pierwsze zalążki podziemnej organizacji wojskowej Bataliony Chłopskie w Kałkowie i Godowie. Ich organizatorem był Stanisław Piwnik z Kałkowa, do którego dołączyli Jan Duda z Zapniowa i Stanisław Przygoda z Bukówki (ps. Sęp), który przed wojną uzyskał stopień podoficera Wojska Polskiego. 11 października 1942 roku w Kałkowie złożyli oni przysięgę wojskową i przyjęli pseudonimy. W krótkim czasie placówka w Bukówce i Zapniowie liczyła 20 zakonspirowanych ludzi. Pod koniec 1942 roku została włączona do jednego z plutonów III Rejonu Gór Świętokrzyskich „Świt”.
W 1955 roku z inicjatywy Piotra Czajkowskiego została powołana jednostka Ochotniczej Straży Pożarnej. Na początku skupiała ona dwunastu strażaków. Do akcji strażacy wykorzystywali wóz trakcji konnej, na którym umieszczano motopompę.
W latach 1837–1844 wieś administracyjnie należała do guberni sandomierskiej, w powiecie iłżeckim. W latach 1844–1914 do guberni radomskiej, w powiecie iłżeckim. W latach 1918–1975 miejscowość położona była w województwie kieleckim, w powiecie iłżeckim. W latach 1954–1959 wieś należała i była siedzibą władz gromady Pawłów, po jej zniesieniu w gromadzie Pawłów. W latach 1975–1998 miejscowość położona była w województwie kieleckim.

## Szkolnictwo
Mieszkańcy Kałkowa od 1775 roku uczęszczali do szkoły przy kościele parafialnym w Krynkach. Szkołę prowadził aż do 1795 roku Marian Kulpiński. W czasie zaborów nauczanie w Kałkowie prowadzili nauczyciele wędrowni opłacani przez mieszkańców. Było to nauczanie bardzo ryzykowne, zakazane przez władze carskie, a przestrzegania tego zakazu pilnowali żandarmi. Za nieposłuszeństwo groziła zsyłka lub kara śmierci. Ten sposób nauczania praktykowano w Kałkowie aż do odzyskania przez Polskę w 1918 roku niepodległości. W latach 1918–1920 nauczania nie prowadzono. Zmieniło się to wraz ze zorganizowaniem „Publicznej Szkoły Podstawowej w Kałkowie”, która posiadała cztery klasy. Szkoła mieściła się w budynkach wynajętych, posiadała ziemię tzw. „kaczmarkę”. Nauczanie systematyczne prowadzono w szkole do 1 września 1939 roku.

## Turystyka
Kałków jest punktem początkowym  czerwonego Szlaku Milenijnego prowadzącego do Skarżyska-Kamiennej. Przez wieś przechodzi  niebieski szlak turystyczny im. Stanisława Jeżewskiego z Łysej Góry do Pętkowic oraz  niebieski szlak rowerowy ze Skarżyska-Kamiennej do Ostrowca Świętokrzyskiego.

## Agroturystyka
Bazę noclegową w Kałkowie i okolicy stanowią Dom Pielgrzyma w Sanktuarium Bolesnej Królowej Polski w Kałkowie Godowie oraz Gospodarstwo Agroturystyczne „Gościniec”.

## Sport
Od 4 lipca 2002 roku w Kałkowie działa Klub Sportowy Arka Kałków. Obecnie drużyna występuje w świętokrzyskiej Klasie A grupie IV. Trenerem drużyny seniorów jest Janusz Ćwieluch. W sezonie 2006/07 Arka na koniec rozgrywek zajęła 5 miejsce.